# Татішвілі Цісана Бежанівна
Цісана Бежанівна Татішвілі (груз. ცისანა ტატიშვილი; нар. 30 грудня 1937 — пом. 23 вересня 2017) — радянська, грузинська оперна співачка (сопрано), педагог. Народна артистка СРСР (1979).

## Біографія
Народилася 30 грудня 1937 року в Тбілісі.
Її дитинство і юність пройшли в одному зі старих районів Тбілісі — Сололакі. Мама, Кетеван Зандукелі, одна виховувала Цісану з братом Гогі. Батько — Бежан Татішвілі, отримав військову освіту в Іркутську, повернувся на батьківщину і певний час перебував на посаді військового комісара. Пізніше керував військовою кафедрою в державному університеті. Був заарештований і засланий, потім розстріляний.
Цісана проявила інтерес до співу з п'яти років. Була дуже сором'язливою дитиною і для вивчення грузинських фольклорних танців і звикання до сцени мама віддала її в ансамбль пісні і танцю Джано Багратіоні, де вона танцювала сольні партії майже протягом року. У парі з нею танцював народний артист Грузії Омар Мхеїдзе. Виступали на різних концертах. Залишивши ансамбль, всю себе присвятила співу. В результаті інтенсивних занять протягом року, вступила до консерваторії.
У 1963 році закінчила Тбіліську консерваторію по класу співу у Г. П. Картвелішвілі (навчалася також у Д. С. Мчедлідзе).
В 1963—2001 роках — солістка Тбіліського театру опери та балету.
Її партнерами по сцені були: Петро Аміранашвілі, Давид Гамрекелі, Бату Кравеїшвілі, Зураб Анджапарідзе, Ірина Архипова, Владислав Пьявко, Ірина Богачова, Медея Аміранашвілі, Володимир Атлантов, Гегам Григорян, Паата Бурчуладзе, Ламара Чконія, Євгенія Мірошниченко, Марія Бієшу, Зураб Соткілава, Юрій Мазурок, Олена Образцова, Нодар Андгуладзе, Павло Лисиціан.
Співала в Большом театрі (Москва), Маріїнському театрі (Санкт-Петербург), Берлінській комічній опері та Deutsche Oper (Берлін), Мюнхені, Кельні, Бонні, Базелі, Саарбрюккені, Франкфурті (всі Німеччина), Празі (Чехословаччина), Відні (Австрія), Лондоні (Англія), Лісабоні (Португалія), Софії (Болгарія), Будапешті (Угорщина), Варшаві (Польща), Афінах (Греція), Бухаресті (Румунія), Римі, Флоренції, Венеції, Буссето (всі Італія), Іспанії, Швеції, Литві, Латвії, Естонії.
Виступала як концертна співачка, брала участь у виконанні монументальних творів, у тому числі 9-ї симфонії Л. Бетховена, Реквієму Дж. Верді. Камерний репертуар включає виконання романсів Петра Чайковського та Сергія Рахманінова, творів німецьких та італійських майстрів, камерних творів Отара Тактакішвілі і Олексія Мачаваріані.
Викладала в Тбіліській консерваторії (професор).
Академік Гуманітарної академії.
У 2010 році перед будівлею Театру опери та балету імені Захарія Паліашвілі (Тбілісі) встановлена зірка, присвячена Цісані Татішвілі.
Перлиною оперного мистецтва колись назвав грузинську оперну співачку Маріс Лієпа. «Коли я входжу на репетицію з балетною трупою, то завжди кажу танцівникам: танцюйте так, як співає Цісана Татішвілі, і ви обов'язково досягнете великого успіху!»
«Цісана — це явище, блискуча зірка, яка прославила Батьківщину, грузинську культуру. Якщо б вона свого часу поїхала в Європу, то це викликало великий резонанс у світовому оперному мистецтві. Такі оперні зірки, як Цісана, народжуються раз у сто років.» Так говорив про неї Гіга Лорткіпанідзе, Народний артист СРСР.
Померла 23 вересня 2017 року в Тбілісі. Похована в Дідубійському пантеоні.

### Родина
- Чоловік (з 1981) — Георгій Тотібадзе (1928—2010), художник. Академік, член-кореспондент Академії мистецтв СРСР, ректор Тбіліської державної академії мистецтв (1972—1982).

## Звання та нагороди
- Народна артистка Грузинської РСР (1973)
- Народна артистка СРСР (1979)
- Державна премія Грузинської РСР імені З. П. Паліашвілі (1979)
- Державна премія Грузинської РСР імені Шота Руставелі (1987)
- Орден Честі (Грузія) (2010)
- Президентський орден Сяйво (Грузія, 2012)[14]
- Швейцарська медаль
- Приз «Мистецтво — саме безсмертя» (Міжнародна асоціація мистецтв «Мзечабукі» та товариства Марії Каллас)[15]
- Почесний громадянин Тбілісі (2012)[16].

## Вокальні партії
- «Даїсі» З. Паліашвілі —  Маро
- «Абесалом і Етері» З. Паліашвілі —  Етері
- «Міндія» О. В. Тактакішвілі —  Мзія
- «Викрадення місяця» О. В. Тактакішвілі —  Тамар
- «Сказання про Таріел» Ш. М. Мшвелідзе —  Дареджан
- «Пікова дама» П. І. Чайковського —  Ліза
- «Трубадур» Дж. Верді —  Леонора
- «Аїда» Дж. Верді —  Аїда ,  Амнеріс
- «Отелло» Дж. Верді —  Дездемона
- «Туга» Дж. Пуччіні —  Туга
- «Джанні Скіккі» Дж. Пуччіні —  Лауретта
- «Лоенгрін» Р. Вагнера —  Ортруда
- «Летючий голландець» Р. Вагнера —  Сента
- «Сільська честь» П. Масканьї —  Сантуцці
- «Соломія» Р. Штрауса —  Соломія
- «Князь Ігор» О. П. Бородіна —  половчанка
- «Травіата» Дж. Верді —  Флора
- «Бал-маскарад» Дж. Верді —  Амелія
- «Дон Карлос» Дж. Верді —  Єлизавета ,  Еболі
- «Джанні Скіккі» Дж. Пуччіні —  Лауретта
- «Дон Жуан» В. Моцарта —  Донна Анна
- «Банк бан» Ф. Еркеля —  Гертруда
- «Едгар» Дж. Пуччіні —  Фідель.